# Hendrik II van Limburg
Hendrik II van Limburg (ca. 1110 - Rome, 1 augustus 1167) was hertog van Limburg en graaf van Aarlen.

## Geschiedenis
Hendrik was de oudste zoon van Walram I 'Paganus' van Limburg. Na de dood van zijn vader (1139) verloor hij het conflict met Godfried II van Leuven om de functie van hertog van Neder-Lotharingen, die zowel door Walram als door Godfrieds vader was bekleed. Hendrik erfde dus alleen het graafschap Limburg, maar noemde zichzelf wel hertog. De hertog richtte in 1144 verwoestingen in Heinsberg aan namens koning Koenraad III vanwege een geschil tussen Gosewijn II van Valkenburg-Heinsberg en de koning. In 1147 erfde hij het graafschap Aarlen na het overlijden van zijn jongere broer Walram II van Aarlen. Hendrik vocht nog een oorlog uit met Hendrik I van Namen en nam deel aan de Italiaanse campagnes van Keizer Frederik I Barbarossa.
Hij overleed in Italië ten gevolge van de pest.

## Huwelijken en kinderen
In 1136 huwde Hendrik met Mathilde van Saffenberg (ca. 1113 - 2 januari 1145), erfdochter van het Land van Rode. Door dit huwelijk werd het Land van Rode (met o.a. Herzogenrath, Rolduc en Kerkrade) Limburgs. Zij kregen twee kinderen:
- Hendrik III van Limburg (±1131-1221)
- Margaretha van Limburg (1135-1172), huwde in 1155 met Godfried III van Leuven)

Hendrik en Mathilde zijn begraven in de crypte van de abdijkerk van Kloosterrade.
Hendrik hertrouwde met Laureta van Vlaanderen. Dit huwelijk werd na twee jaar ontbonden en ze kregen geen kinderen.

## Voorouders
| Voorouders van Hendrik II van Limburg | Voorouders van Hendrik II van Limburg                                          | Voorouders van Hendrik II van Limburg                                          | Voorouders van Hendrik II van Limburg                                          | Voorouders van Hendrik II van Limburg                                          | Voorouders van Hendrik II van Limburg                                          | Voorouders van Hendrik II van Limburg                                          | Voorouders van Hendrik II van Limburg                                          | Voorouders van Hendrik II van Limburg                                          |
| ------------------------------------- | ------------------------------------------------------------------------------ | ------------------------------------------------------------------------------ | ------------------------------------------------------------------------------ | ------------------------------------------------------------------------------ | ------------------------------------------------------------------------------ | ------------------------------------------------------------------------------ | ------------------------------------------------------------------------------ | ------------------------------------------------------------------------------ |
| Overgrootouders                       | Walram I van Limburg (1030–1092) ∞ Jutta van Luxemburg (1003-1017)             | Walram I van Limburg (1030–1092) ∞ Jutta van Luxemburg (1003-1017)             | ? (-) ∞ ? (–)                                                                  | ? (-) ∞ ? (–)                                                                  | Gerard III van Wassenberg (1030-1058) ∞ ? (–)                                  | Gerard III van Wassenberg (1030-1058) ∞ ? (–)                                  | ? (-) ∞ ? (–)                                                                  | ? (-) ∞ ? (–)                                                                  |
| Grootouders                           | Hendrik I van Limburg (1070-1119) ∞ Adelheid van Pottenstein (-)               | Hendrik I van Limburg (1070-1119) ∞ Adelheid van Pottenstein (-)               | Hendrik I van Limburg (1070-1119) ∞ Adelheid van Pottenstein (-)               | Hendrik I van Limburg (1070-1119) ∞ Adelheid van Pottenstein (-)               | Gerard I van Gelre (1060-1129) ∞ Clementia van Poitiers (1045–1142)            | Gerard I van Gelre (1060-1129) ∞ Clementia van Poitiers (1045–1142)            | Gerard I van Gelre (1060-1129) ∞ Clementia van Poitiers (1045–1142)            | Gerard I van Gelre (1060-1129) ∞ Clementia van Poitiers (1045–1142)            |
| Ouders                                | Walram Paganus van Limburg (1085-1139) ∞1110 Jutta van Gelre (ca. 1095 - 1151) | Walram Paganus van Limburg (1085-1139) ∞1110 Jutta van Gelre (ca. 1095 - 1151) | Walram Paganus van Limburg (1085-1139) ∞1110 Jutta van Gelre (ca. 1095 - 1151) | Walram Paganus van Limburg (1085-1139) ∞1110 Jutta van Gelre (ca. 1095 - 1151) | Walram Paganus van Limburg (1085-1139) ∞1110 Jutta van Gelre (ca. 1095 - 1151) | Walram Paganus van Limburg (1085-1139) ∞1110 Jutta van Gelre (ca. 1095 - 1151) | Walram Paganus van Limburg (1085-1139) ∞1110 Jutta van Gelre (ca. 1095 - 1151) | Walram Paganus van Limburg (1085-1139) ∞1110 Jutta van Gelre (ca. 1095 - 1151) |
| Hendrik II van Limburg (1110-1167)    |                                                                                |                                                                                |                                                                                |                                                                                |                                                                                |                                                                                |                                                                                |                                                                                |

## Genealogie Mathilde
Van Mathilde zijn de volgende voorouders bekend:
- (1) Adolf van Saffenberg gehuwd met Margaretha van Schwarzenburg
  - (2) Adalbert van Saffenberg (ca. 1050 - na 1109), bekend van een schenking aan de abdij van Munsterbilzen
    - (3) Gepa, moeder van Adalbert